# Baak (techniek)

Aflezing E-baak (aflezing is ongeveer 1422 mm; bovenste afstandsdraad 1500 mm en onderste afstandsdraad 1344 mm)

Een baak is een instrument om hoogteverschillen en afstanden te kunnen meten. Een baak wordt gebruikt in combinatie met een waterpasinstrument en is voor het aflezen voorzien van een streepjescode of maatstrepen, bijvoorbeeld in het zogenaamde E-patroon.
Er zijn verschillende soorten baken: 
- Een klapbaak is een verticale staande lat van ongeveer 8 cm breed en 3, 4 of 5 m lang. In het midden van de lengte zit een scharnier, waarmee hij dubbelgevouwen kan worden. Ook zitten er handgrepen aan, zodat hij eenvoudig is te verplaatsen. Op de baak is een centimeterverdeling aangebracht. De decimeters zijn in cijfers aangebracht. Het gebruikte patroon om een decimeter aan te geven lijkt op een hoofdletter E en is in rood of afwisselend rood en zwart, op een witte achtergrond. Daarom wordt een dergelijke baak ook wel aangeduid met E-baak. Hierdoor is de aflezing van de baak op grote afstand mogelijk gemaakt.
- Een telescopische baak is meestal van aluminium. Dit type baak is inschuifbaar en meestal aan beide zijden voorzien van een opdruk. De schuifbaak is een opvolger van de klapbaak. De schuifbaken zijn veel lichter dan een klapbaak, 2 kg in plaats van 6 kg.
- Een invarbaak wordt gebruikt voor nauwkeurige metingen. Deze baak wordt geijkt en is niet deelbaar zoals een klapbaak of telescopische baak. De baak is voorzien van een invar strip.

Door de horizontaal opgestelde kijker van het waterpasinstrument te kijken kan worden afgelezen hoever het nulpunt van de baak onder de vizierlijn van het waterpasinstrument ligt. Door met een voor- en achterbaak te werken kan op deze wijze over 100 m nauwkeurig het hoogteverschil gemeten worden. In een doorgaande waterpassing wordt met vele van zulke metingen het hoogteverschil over grotere afstanden bepaald. Op de tussenpunten wordt de baak dan vaak op een straatpot geplaatst voor hogere nauwkeurigheid.
Het is ook mogelijk de afstand tot het waterpasinstrument af te lezen. Hiervoor worden de zogenaamde afstandsdraden afgelezen. Dit zijn twee draden onder en boven de vizierlijn. De tangens van de hoek tussen deze afstandsdraden is gelijk aan 1/100 waardoor het verschil van de aflezing van de onder en bovendraad gelijk is aan 1/100 van de afstand tussen waterpasinstrument en baak. Bij de afbeelding wordt dan een afstand tussen waterpasinstrument en baak van 100*(1500 - 1344) = 15600 mm = 15,6 m gevonden. 
De aflezing van de boven en onderdraden geeft ook een controle op de aflezing van de middendraad; (1500 + 1344)/2 = 1422.